# Larry Mellon
William Larimer Mellon, dit Larry Mellon (Pittsburgh, 16 juin 1910 - 3 août 1989) est un philanthrope et médecin américain.

## Biographie
William Larimer Mellon est l'héritier d'une riche famille (son père avait fait fortune dans le pétrole et son grand-oncle était le secrétaire au trésor Andrew Mellon), il étudia un an à l'université de Princeton, travailla dans l'entreprise familiale Mellon Financial et fit partie de l'OSS durant la Seconde Guerre mondiale.
En 1947, il découvrit l'œuvre d’Albert Schweitzer, dont l’exemple et les conseils l’incitèrent à fonder lui aussi un hôpital dans le tiers-monde. Il s’inscrivit avec sa deuxième femme à l’université Tulane de La Nouvelle-Orléans pour devenir médecin : il obtint son diplôme en 1954, à 44 ans, tandis qu’elle devenait technicienne de laboratoire.
Ils ouvrirent en 1956 l’hôpital Albert-Schweitzer Haïti à Deschapelles, en Haïti. L’hôpital dessert aujourd’hui une population régionale dans la vallée de l’Artibonite, qui compte plus de 200 000 personnes,.